# Winslow (New Jersey)
Winslow è un comune (township) degli Stati Uniti d'America, nella contea di Camden, nello Stato del New Jersey.

## Località
Il comune comprende le unincorporated communities di:
- Sicklerville
- Tansboro
- Cedar Brook
- Braddock
- Albion
- Ancora
- Elm

e la unincorporated area di:
- Blue Anchor